# Cuando miro en tus ojos
«Cuando miro en tus ojos», es una canción de Saiko, parte del álbum Informe Saiko del año 1999, la letra está acreditada a Iván Delgado, y la música a Luciano Rojas y Rodrigo Aboìtiz. La canción fue incluida en el compilado Todo Saiko del año 2003, tanto en la versión original del Informe Saiko y una versión sinfónica obtenida del concierto «Urban Symphony Lucky Strike»,  donde la banda interpretó la canción junto a la Orquesta Sinfónica de Chile en un concierto único en el año 2002, también ha sido incluida en los álbumes en vivo: Saiko Blondie 2005, Sigo quemando infinitos y Primera grabación en vivo 21.12.01.

## Sobre la canción
Iván Delgado cuanto en una entrevista que el pasaba por un periodo en que se estaba en proceso de separación de su pareja, la letra es sobre la infidelidad llevado a un plano abstracto, era lo sentía por ese período de su vida.

## Sencillo promocional
El sencillo fue distribuido de forma promocional en CD y cuenta con dos versiones de la canción, una versión radial de 3:57 minutos y la versión del álbum de 4:59 minutos.

Todas las letras escritas por Iván Delgado, toda la música compuesta por Rodrigo Aboìtiz y Luciano Rojas. 
| CD Sencillo promocional "Cuando miro en tus ojos" |                                        |          |  |
| N.º                                               | Título                                 | Duración |  |
| 1.                                                | «Cuando miro en tus ojos» (Radio edit) | 3:57     |  |
| 2.                                                | «Cuando miro en tus ojos» (Album edit) | 4:59     |  |